# 宮城県道19号鹿島台高清水線
宮城県道19号鹿島台高清水線（みやぎけんどう19ごう かしまだいたかしみずせん）は、宮城県大崎市と栗原市を結ぶ県道（主要地方道）である。

## 概要
宮城県の大崎市鹿島台地区と栗原市高清水地区を結ぶ。
美里町小牛田周辺では、旧来の市街地を通過していることから、2025年（令和7年）度を完了目標としてバイパス事業が進められている。

### 路線データ
- 実延長：23.0568 km[2]
- 起点：大崎市鹿島台平渡（鹿島台小学校前、宮城県道16号石巻鹿島台色麻線（旧国道346号）交点）
- 終点：栗原市高清水字台町（台町交差点、宮城県道1号古川佐沼線（旧国道4号）交点）
- 路線認定：1972年（昭和47年）3月17日[要出典]

## 歴史
それまでの県道古川鹿島台線、大和小牛田線の各一部および小牛田高清水線を再編成する形で路線認定される。この際、重要な経過地として志田郡松山町（現・大崎市）、遠田郡小牛田町（現・遠田郡美里町）、同郡田尻町（現・大崎市）が告示されている。
- 1971年（昭和46年）6月26日 - 建設省により県道古川鹿島台線の一部、大和小牛田線の一部および小牛田高清水線が「鹿島台高清水線」として主要地方道に初めて指定される。
- 1972年（昭和47年）3月17日 - 宮城県が県道鹿島台高清水線を路線認定[4]。同時に県道古川鹿島台線[注釈 1]、大和小牛田線[注釈 2]、小牛田高清水線を路線廃止[5]。
- 1993年（平成5年）
  - 5月11日 - 建設省から、県道鹿島台高清水線が鹿島台高清水線として主要地方道に指定される[6]。
  - 10月19日 - 県道番号が決定[7]され、従前の主要地方道35号[8]から、県道19号に変更される。（12月1日より施行）
- 2025年（令和7年）1月28日 - 牛飼地区のバイパスに係る区域が道路区域に追加される。[9]

## 路線状況

### 重複区間
- 宮城県道152号涌谷三本木線：遠田郡美里町青生 - 遠田郡美里町北浦
- 宮城県道15号古川登米線：大崎市田尻

### 交通量[10]
令和３年度・12時間交通量
- 大崎市松山長尾富田上 - 6,981台
- 美里町牛飼字清水江 - 9,416台
- 美里町牛飼斉ノ台 - 4,618台
- 美里町牛飼御蔵場 - 5,339台
- 美里町中埣千刈田 - 4,463台
- 大崎市田尻通木山崎 - 2,841台

## 道路施設
- 野田橋（鳴瀬川）
- 遠田橋（江合川）

## 地理

### 通過する自治体
- 大崎市
- 遠田郡美里町
- 大崎市
- 栗原市

### 交差する道路
- 宮城県道16号石巻鹿島台色麻線（起点）

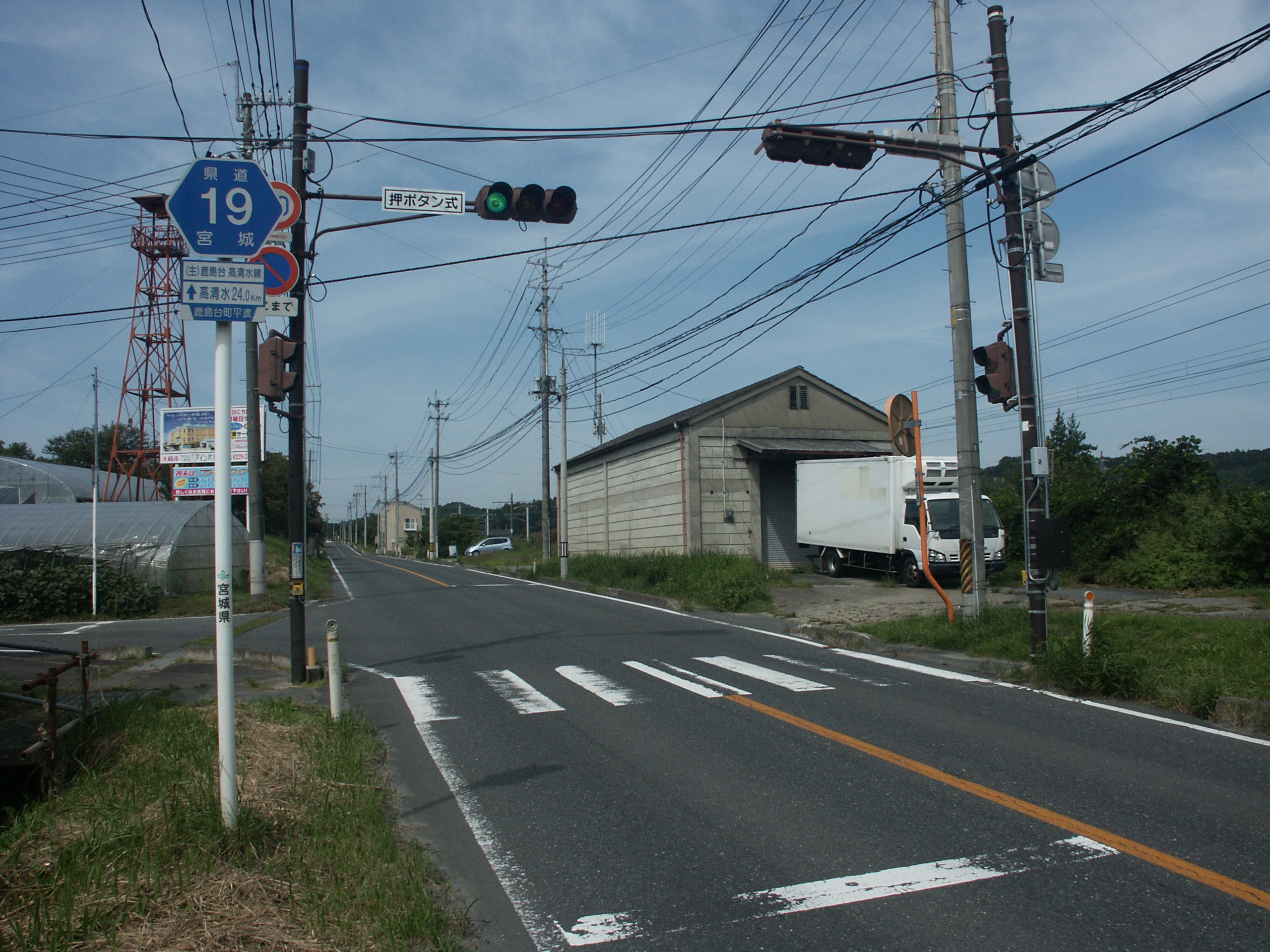
大崎市鹿島台平渡付近

- 宮城県道153号松山停車場線（大崎市松山金谷）
- 宮城県道32号古川松山線・宮城県道242号大迫松山線（大崎市松山千石）
- 宮城県道152号涌谷三本木線（遠田郡美里町青生 - 北浦）
- 宮城県道212号小牛田停車場線（遠田郡美里町北浦）
- 国道108号小牛田バイパス（遠田郡美里町牛飼）
- 宮城県道15号古川登米線・宮城県道175号田尻瀬峰線（大崎市田尻）
- 宮城県道15号古川登米線（大崎市田尻）
- 宮城県道1号古川佐沼線（終点）